# Diecéze Juneau
Diecéze Juneau (latinsky Dioecesis Junellensis) byla latinským církevním územím nebo diecézí katolické církve na severozápadě Spojených států, zahrnující jihovýchodní část státu Aljaška. V jejím čele stál prelát biskup, který působil jako pastýř mateřského kostela, katedrály Narození Panny Marie v Juneau. Diecéze Juneau byla sufragánní diecézí arcidiecéze Anchorage.
19. května 2020 byla diecéze Juneau sloučena s arcidiecézí Anchorage, která byla přejmenována na arcidiecézi Anchorage-Juneau, a biskup Andrew Bellisario byl povýšen na arcibiskupa.

## Historie
Biskupský stolec v Juneau byl zřízen 23. června 1951 a jeho území bylo převzato z bývalého aljašského apoštolského vikariátu. Dne 3. října 1951 byl prvním biskupem v Juneau ustanoven Dermot O'Flanagan z kostela Svaté rodiny v Anchorage, který zde působil až do roku 1968. Během svého působení se biskup O'Flanagan zúčastnil Druhého vatikánského koncilu.
V roce 2007 se diecéze Juneau uvolnila, když byl předchozí biskup Michael W. Warfel jmenován biskupem v Great Falls-Billings.
19. ledna 2009 jmenoval papež Benedikt XVI. kněze z pittsburské diecéze Edwarda J. Burnse biskupem v Juneau. Do úřadu byl uveden 5. dubna 2009. V prosinci 2016 papež František jmenoval Burnse biskupem dallaským.
Papež František jmenoval Andrewa E. Bellisaria biskupem 11. července 2017. Později se současně stal apoštolským administrátorem arcidiecéze Anchorage. V roce 2020 byly tyto dvě jurisdikce sloučeny do arcidiecéze Anchorage-Juneau a on byl jmenován jejím arcibiskupem.

## Biskupové
Seznam biskupů a roky jejich služby:
- Robert Dermot O'Flanagan (1951–1968)
- Francis Thomas Hurley (1971–1976), jmenován arcibiskupem Anchorage
- Michael Hughes Kenny (1979–1995)
- Michael William Warfel (1996–2007), jmenován biskupem Great Falls-Billings
- Edward James Burns (2009–2017), jmenován biskupem v Dallasu
- Andrew Eugene Bellisario (2017–2020), jmenován arcibiskupem Anchorage-Juneau

## Kněží
K roku 2019:
- Patrick Travers (generální vikář)[4]
- Pat Casey
- Mike Galbraith
- Steve Gallagher
- Perry Kenaston
- Edmund J. Penisten
- Andrew Sensenig

## Farnosti, misie a poutní místa
- Svatá rodina, Gustavus (misie)
- Nejsvětější Srdce Páně, Haines
- Nejsvětější srdce, Hoonah

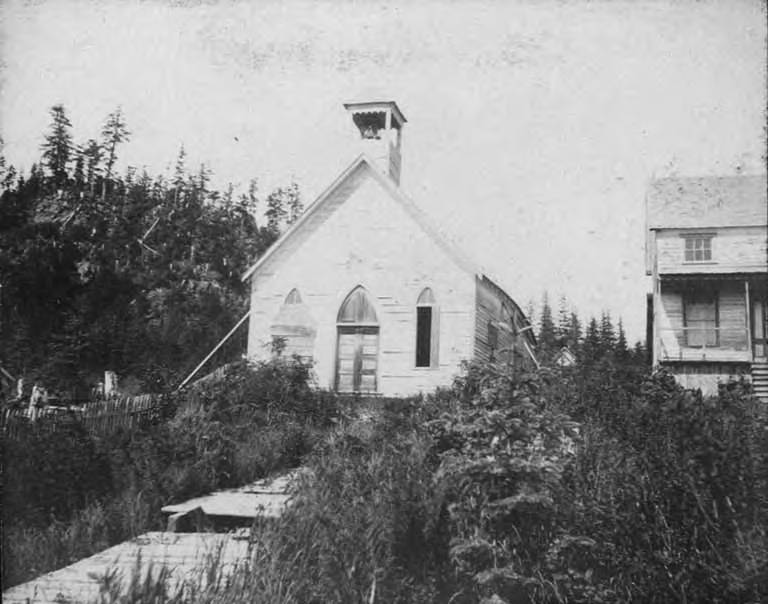
Růže z Limy ve Wrangellu na Aljašce je nejstarší katolickou farností ve státě Aljaška. Původní kostel stál v letech 1879–1898 a v roce 1908 byl přestavěn.

- Katedrála Narození Panny Marie, Juneau
- Svatého Pavla apoštola, Juneau
- Národní svatyně svaté Terezie, Juneau
- Katolická komunita, Kake (misie)
- Nejsvětější jméno, Ketchikan
- Svatý Jan u moře, Klawock (Ostrov prince Waleského)
- Svatá rodina, Metlakatla (misie)
- Tělo Kristovo, Pelican (misie)
- Svatá Kateřina Sienská, Petersburg
- Svatý Řehoř Naziánský, Sitka (Mission)
- Svatá Terezie od Dítěte Ježíše, Skagway
- Kaple svatého Františka, Tenakee Springs (misie)
- Svatá Růže z Limy, Wrangell (misie)
- Svatá Anna, Yakutat

## Populární kultura
V televizním seriálu Mladý papež režiséra Paola Sorrentina fiktivní papež Pius XIII. opakovaně vysílal své nepřátele z kurie do „Ketchikanu na Aljašce“, aby trpěli mrazivým počasím a izolací. Žádná taková diecéze neexistuje, ale je to farnost diecéze Juneau.